# Apamea platinea
Apamea platinea là một loài bướm đêm trong họ Noctuidae.